# Rue Pélisson
La rue Pélisson est une voie de Nantes, en France.

## Situation et accès
Située dans le centre-ville de Nantes, la rue Pélisson, qui part de la rue des Olivettes pour aboutir en impasse, est bitumée et ouverte à la circulation automobile. Néanmoins un passage situé sur son côté nord permet de relier l'allée de la Maison-Rouge. Sur le côté sud un cheminement piétonnier traversant des jardins d'un ensemble immobilier baptisé « cours des Arts », ainsi que la halle de la Madeleine, permet de relier l'impasse Juton.

## Origine du nom
Son nom rend hommage (malgré une graphie différente) à l'homme de lettres Paul Pellisson (1624-1693).

## Historique
Elle est ouverte au début du XIXe siècle, bien qu'il fût question de la fermer en 1844. Elle prend son nom le 27 octobre 1837.